# Couratari tenuicarpa
Couratari tenuicarpa är en tvåhjärtbladig växtart som beskrevs av Albert Charles Smith. Couratari tenuicarpa ingår i släktet Couratari, och familjen Lecythidaceae. Inga underarter finns listade i Catalogue of Life.